# Stolpshof
Stolpshof ist ein Wohnplatz im Ortsteil Waldsiedlung der Stadt Nauen im Landkreis Havelland im Land Brandenburg.

## Geografische Lage
Der Wohnplatz liegt 5,3 km nordöstlich des Stadtzentrums in einem Waldgebiet. 2,5 km weiter westlich liegt der zugehörige Ortsteil Waldsiedlung, nördlich der Ortsteil Paaren im Glien der Gemeinde Schönwalde-Glien. Östlich führt die Bundesautobahn 10 in Nord-Süd-Richtung an dem Waldgebiet vorbei. Südlich liegt der Wohnplatz Bredow-Luch, der zum Brieselanger Ortsteil Bredow gehört. Die nördlich des Wohnplatzes befindlichen Offenflächen werden durch den Dunkelforthgraben entwässert. Östlich befindet sich mit dem Schuhmacherbergen eine 36,1 m hohe Erhebung, südlich liegen die 35,8 m hohen Hahnenberge. Der Wohnplatz ist durch die Straße Stolpshofer Weg erreichbar, der von der südlich vorbeiführenden Landstraße 201 abzweigt.

## Geschichte und Etymologie
Der Stolpshof entstand im Jahr 1874 auf Initiative eines Redakteurs Dr. Stolp, der auf einer zur Dorffeldmark Paaren im Glien gehörigen Exklave ein Vorwerk errichten ließ. Dort ließ er ein Jagdhaus errichten, in dem 1925 insgesamt sechs Personen lebten. 1936 wurde der Stolpshof nach Nauen eingemeindet. Im gleichen Jahr pachtete Reinhard Heydrich das Waldgut. Ab 1940 war hier ein Außenkommando des KZ Sachsenhausen mit 20 bis 50 Häftlingen untergebracht. Sie nahmen Umbauten vor, errichteten Hühnerhäuser, Hochsitze, Gewächshäuser und mussten Gartenarbeiten verrichten. Nach Heydrichs Tod wurde das Außenlager im Juli 1942 aufgelöst, das Kommando geschlossen ins KZ-Außenlager Lichterfelde überstellt.
Seit 1957 führte die Stadt Nauen Stolpshof als Wohnplatz. In dieser Zeit nutzten Bauern das Gehöft als Teil einer LPG. Nach der Wende übernahm ein Jugendaufbauwerk im Jahr 1991 den Hof und betrieb dort bis 2013 eine Bildungsstätte, zuletzt für Metalltechnik und Gartenbau. Seit dieser Zeit stehen die Gebäude leer und verfallen zusehends.